# Stening
Stening er en henrettelsesmetode, der kendes fra bl.a. Det Antikke Grækenland, jødedommen og islam. 
Den dømte kan være gravet ned enten til brystet eller til halsen, eller blot ligge på jorden med et stort stykke stof over sig. Der er regler for hvor store sten, der må benyttes, så døden ikke indtræder for hurtigt.
I det omfang Jødedommen accepterer dødsstraf, stilles betydelige krav til det fældende bevis, og dødsstraf har i jødedommen i praksis ikke eksisteret siden 30 f.kr. Steninger er dog hyppigt omtalt i Det Gamle Testamente. Steninger er omtalt i antikkens Grækenland og i den græske mytologi, men der der ingen rapporter om, at stening skulle have været udbredt eller at praksis skulle være fortsat efter det græske imperiums fald. 

## Stening i islamiske lande
Stening bliver stadig bliver anvendt som straf for utugt og utroskab i enkelte muslimske lande. Stening er ikke omtalt i Koranen, men omtales i hadith. 
Officielle oplysninger om gennemførelse stening i muslimske lande er vanskeligt tilgængelige. Der foreligger dog en række mere eller mindre bekræftede forlydender om gennemførelse af steninger i nutiden, ligesom en række lande har gennemført straffelove, der foreskriver stening for en række forbrydelser. 
Ifølge den tyske menneskerettighedsorganisation IGFM sker der fortsat stening i Nigeria, Iran, Pakistan, Sudan og i De Forenede Arabiske Emirater. Ifølge en undersøgelse foretaget ved det juridiske faktultat på Cornell University er stening hjemlet i lovgivningen i Indonesien, Iran, Mauritanien, Nigeria, Pakistan, Saudi Arabien, Sudan, Emiraterne og Yemen. De fleste af disse lande foreskriver alene stening for bestemte handlinger, typisk seksualrelaterede handlinger, som voldtægt, homoseksualitet, udenomsægteskabelig sex m.v. Det er ifølge undersøgelsen dog sjældent, at steninger rent faktisk gennemføres efter at have være forelagt det juridiske system; de fleste henrettelser sker uden sædvanlig rettergang i områder kontrolleret af oprørsgrupper, hvor der ikke sker en sædvanlig rettergang.
FN rapporterede i 2009 om en serie af steninger i det sydlige og centrale Sudan i områder, der er kontrolleret af islamistiske grupper, herunder Al-Shabaab.
Den muslimske stat Brunei Darussalam indførte i 2014 en straffelovreform inspireret af sharia, hvorunder der blev indført dødsstraf for bl.a. utroskab, sodomi, ikke-ægteskabelige seksuelle relationer, fornærmelse af Koranen, blasfemi og for personer, der forlader Islam. Dødsstraffen for de strafbare handlinger af seksuel karakter eksekveres ved stening.
Der er ligeledes rapporteret om steninger i områder kontrolleret af den islamiske bevægelse Islamisk Stat,  og Islamisk Stat har i oktober 2014 offentliggjort en video af en stening af en ung kvinde i Syrien, der dræbes ved stening som straf for af have haft sex uden for ægteskab.

## Eksterne links
- Wikimedia Commons har flere filer relateret til Stening